# 攻防箭

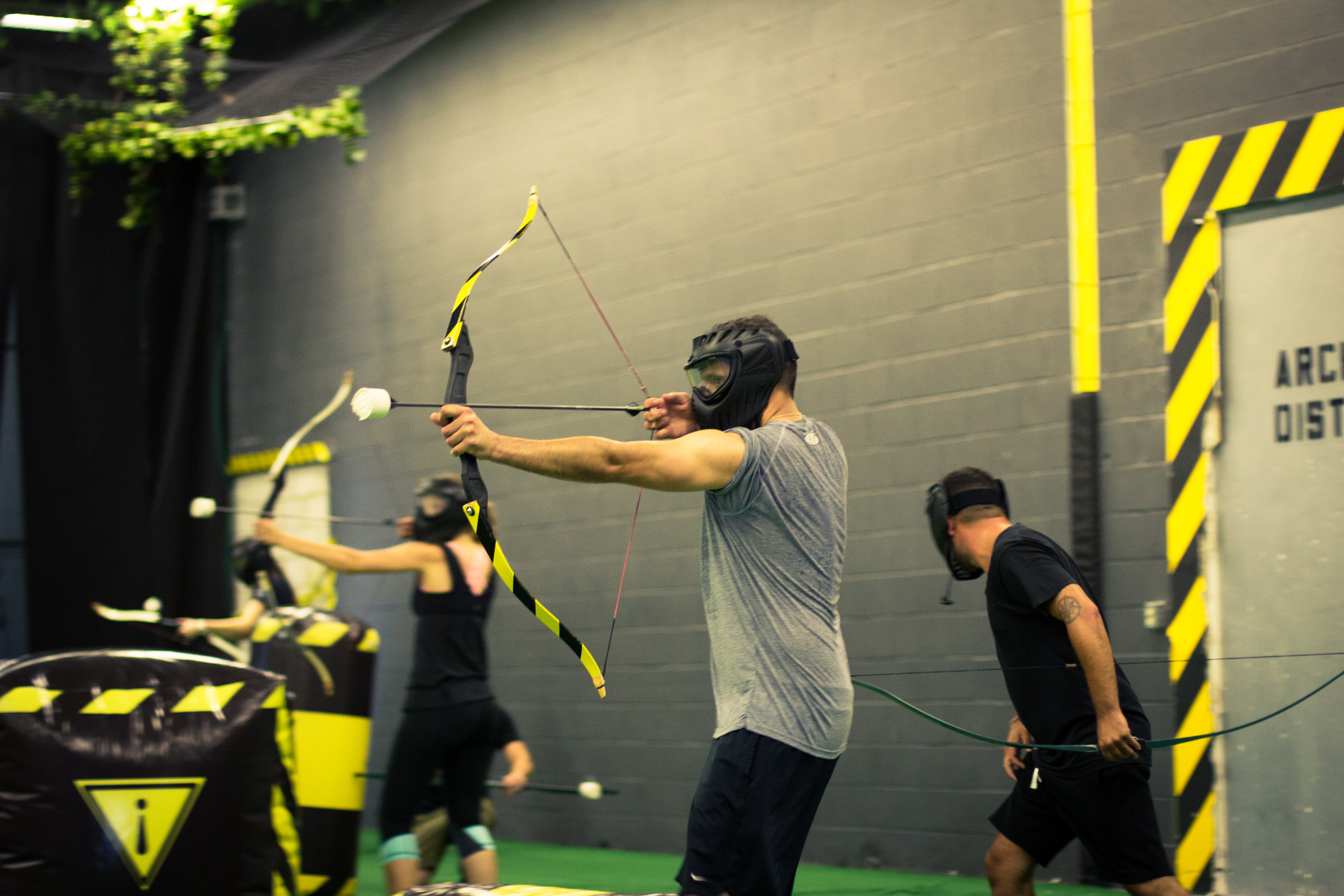
攻防箭比賽

攻防箭（英文：Archery Tag），為美國人約翰·傑克森（John Jackson）所發明的一種射箭運動，以特別設計的弓箭在面積約為半個籃球場大小的地方上進行，形式近似閃避球，雙方分成兩隊，每隊約為5人，以弓箭射擊而淘汰對手，將對方靶上的目標打下或者將所有對手隊員淘汰獲勝。
攻防箭所用的弓箭乃特別專利設計，可以對人射擊而不造成傷害，箭頭以海綿物料製造，故此被箭射中不會感到痛楚。所用的弓適合左右手使用，即使沒有射箭經驗亦能夠於數分鐘內掌握。參加者以弓箭攻擊對方的箭靶或隊員以淘汰對手，同時需要躲避對方攻擊，甚至可接住對方的來箭以復活己方被淘汰的隊友，在場上的隊員們需運用良好的合作及溝通把對手擊敗。

## 場地
一般平地均適合攻防箭活動，室內室外均可。標準大小為長24米闊12米 （約一個籃球場），適合進行八對八至十對十活動。因應參加人數可改變場地大小，例如四對四活動可用半個籃球場。 常用場地包括室內體育館、戶外球場、草地、沙灘等，亦有參加者選擇於停車場、酒店會議室及學校禮堂等地方進行。

## 仿製品
市面上亦有模仿攻防箭的活動，不過與攻防箭所用的專利弓箭不一樣，玩法不一，亦有射箭生存遊戲等等近似活動，以沒有安全距離為賣點。

## 外部連結
- Well Played攻防箭 （页面存档备份，存于）
- Archery Tag® 香港 - 攻防箭 Master Archer
- Sandhouse 香港室內沙灘
- Hyperspace
- Crossfire Arena （页面存档备份，存于）
- Archery Tag® （页面存档备份，存于）